# Стэнли (Виргиния)
Стэнли (англ. Stanley) — город в округе Пейдж  в штате Виргиния США. По данным переписи 2020 года, численность населения составляла 1703 человека.

## Население
| 2010 | 2020  |
| ---- | ----- |
| 1689 | ↗1703 |